# Cosmic Evolution Survey

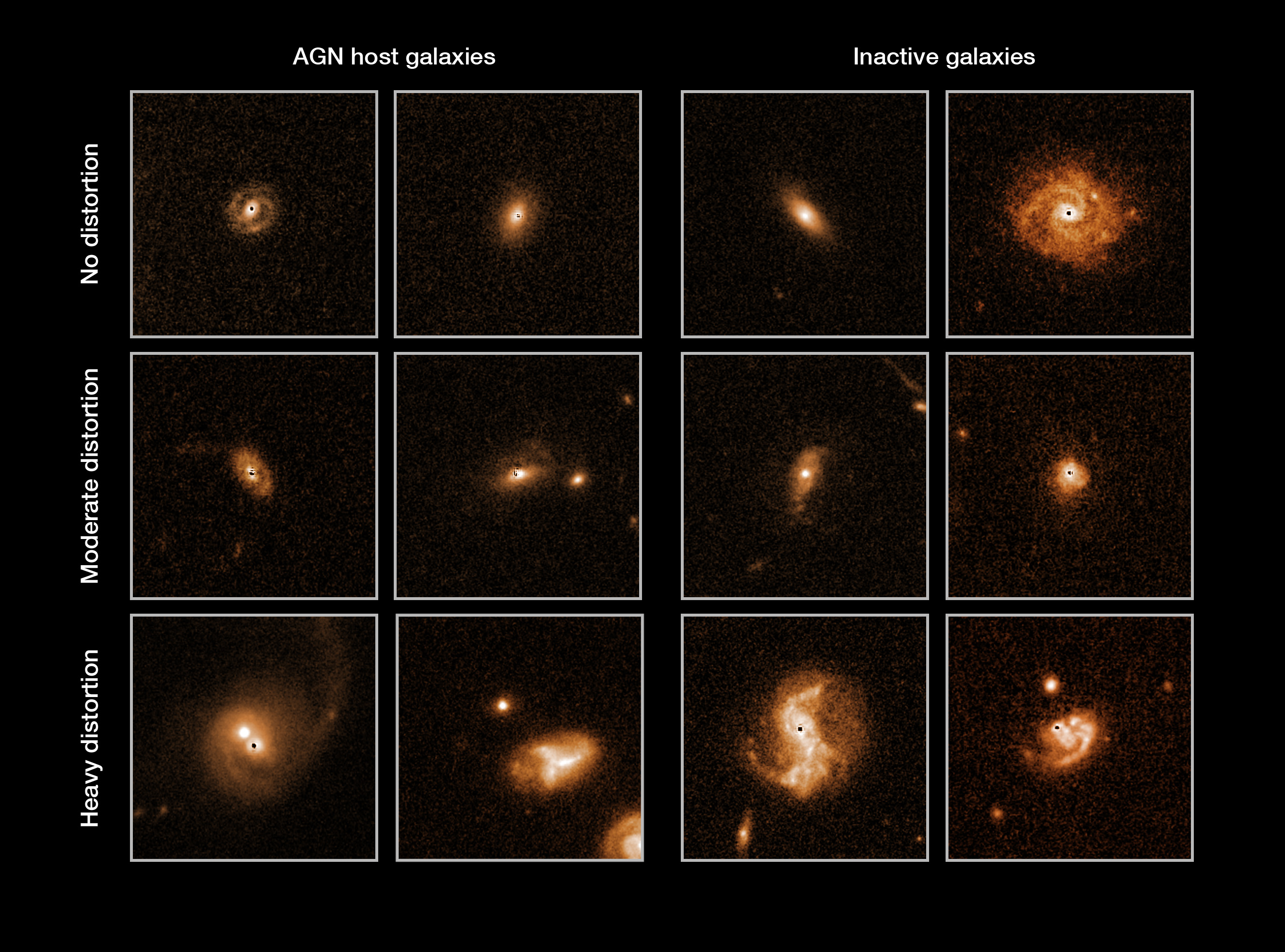
gruppo di galassie selezionate su oltre 1400 osservate dall'indagine COMOS

Il Cosmic Evolution Survey (COSMOS) è stato un progetto di astronomia osservativa ad ampio campo visuale (2 gradi quadrati) finalizzato a sondare la correlazione evolutiva tra galassie, formazioni stellari, nuclei galattici attivi e materia oscura con strutture a larga scala dell'universo nell'intervallo di redshift  z tra 0.5 e 6, su distanze quindi da pochi Kpc a decine di mega parsec. Il sondaggio include l'imaging in più lunghezze d'onda ed analisi spettroscopica passante dai raggi X alle onde radio, per un'area proiettata sulla volta celeste di due gradi quadrati, nella costellazione del Sestante.
L'area, corrispondente ad un'ampiezza di circa 16 lune piene, è stata scelta per la relativa scarsità di stelle, gas e detriti rispetto ad altre zone della galassia. L'indagine è stata aperta da osservazioni nel visibile con il telescopio Hubble a cui hanno seguito analisi sempre nel visibile e in spettroscopia e raggi X con il telescopio Subaru alle Hawaii e il telescopio spaziale per raggi X XMM-Newton. 
COSMOS, quando fu proposto nel 2003 come indagine esplorativa da effettuarsi con la Advanced Camera for Surveys del telescopio Hubble, era il più grande progetto HST mai approvato e congiuntamente al fatto che l'area di cielo proposta come indagine non era mai stata oggetto di osservazioni, ha stimolato le principali strutture astronomiche mondiali ad esplorare il cielo in tale direzione portando così ad avere uno dei set di dati più corposi, profondi ed uniformi nell'intero spettro elettromagnetico.

## Galleria d'immagini

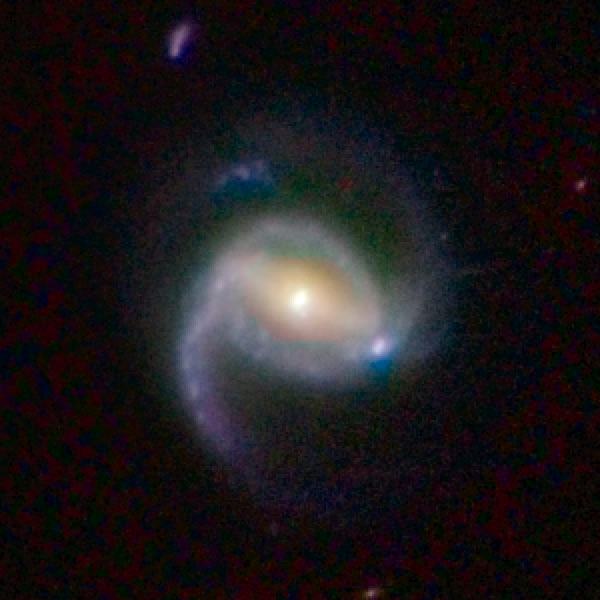
Galassia a spirale barrata COSMOS 3127341, distante 2,1 miliardi di anni luce
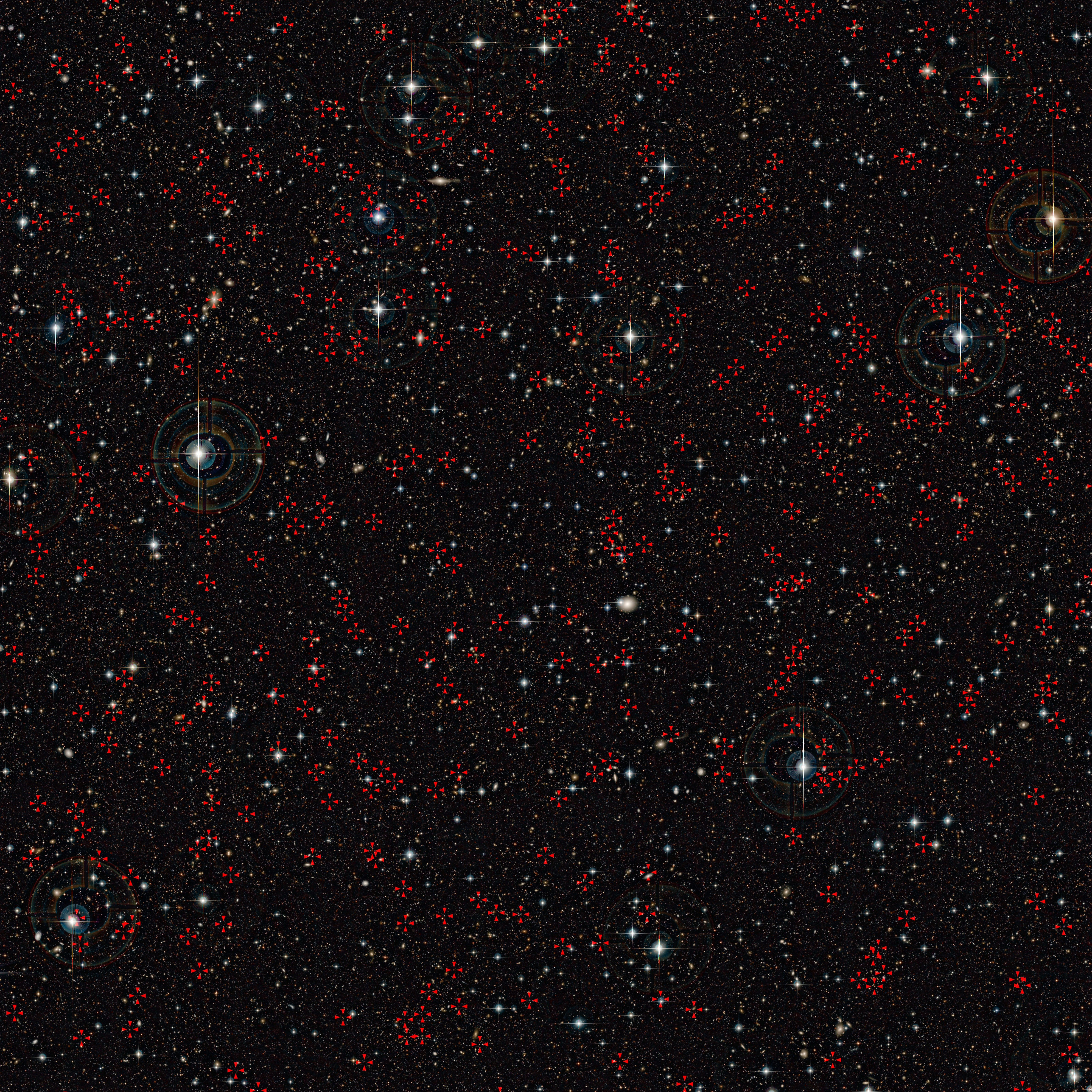
Campo profondo combinato nel visibile e a raggi X sulla natura dei nuclei attivi.
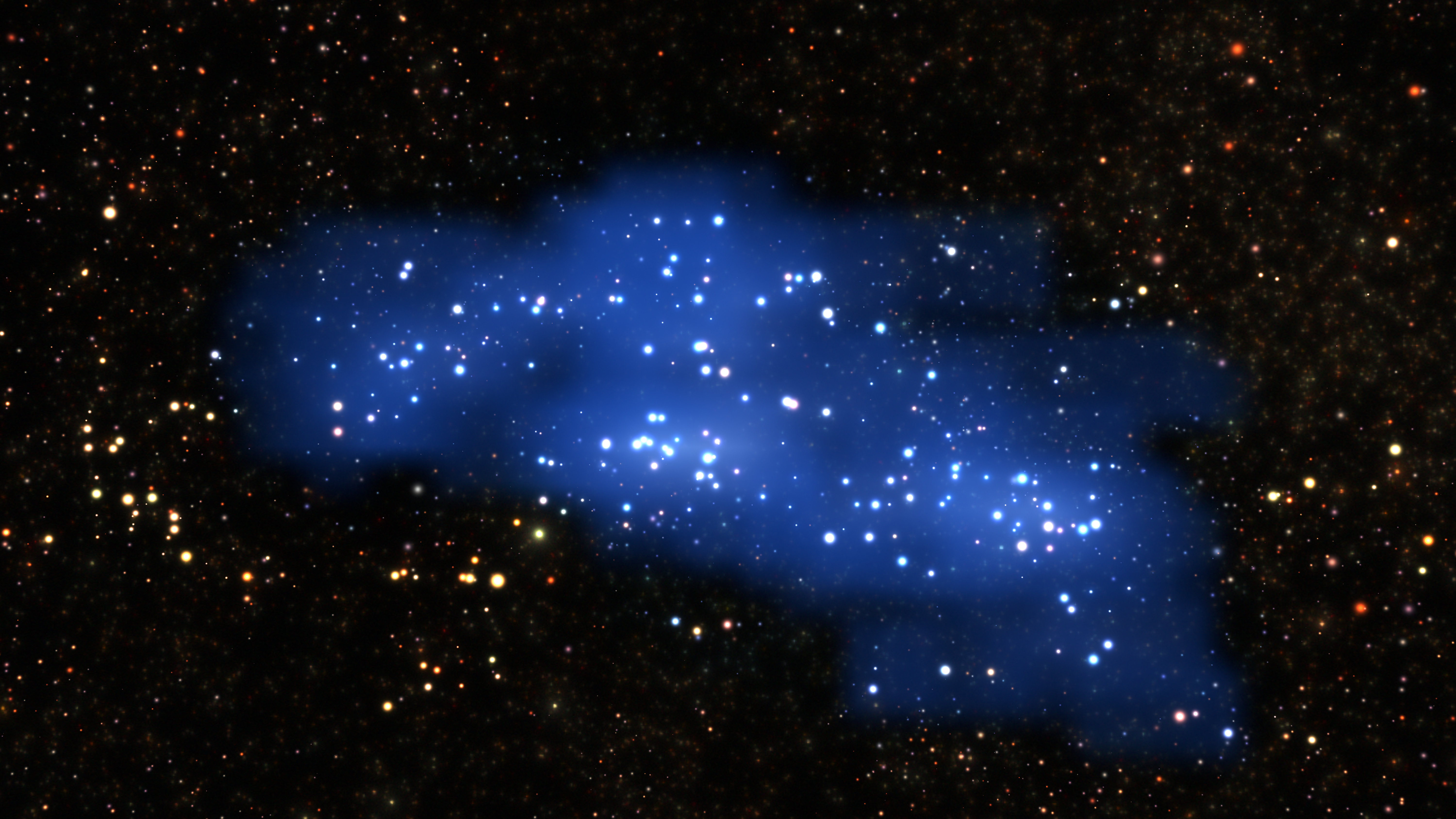
Proto super-ammasso Hyperion ripreso da COSMOS.